# 楠部工
楠部工（日语：／ Kusube Takumi，1964年—），日本男性自由作家。出身於埼玉縣。
他是SHIN-EI動畫創辦人楠部大吉郎的兒子，他的妹妹是插畫家楠部文。他的叔叔是楠部三吉郎。

## 簡歷
楠部工從東京藝術大學研究所畢業和在亞細亞堂上班後，加入了SHIN-EI動畫，從事劇本創作和3DCG工作。在拍攝《Pa-Pa-Pa The★Movie 小超人帕門》之後，他離開了SHIN-EI動畫，目前是一名自由出版作家。

## 人物
他因為創作「哆啦A夢之歌」歌詞而聞名。當時他就讀中學2年級，一張照片出現在一本兒童雜誌上，引起了不小的轟動。不過，楠部本人表示，歌詞本身就是楠部一家共同合作的結果，是他們共同分享想法的結果。另一方面，他還表示「爸爸說『如果你的歌詞被採納，我就給你1萬日元，所以你試著寫一個吧』，我一邊洗澡，一邊在窗戶上畫著哆啦A夢思考著」。除此之外，他還在同一時期參與了「哆啦A夢的畫圖歌」的製作之外，為和填詞，成年後還撰寫了劇本。
工作人員字幕上有時寫作。
據其叔叔久部楠部三吉郎稱，小學高年級時，他曾給三吉郎看過齋藤惇夫的《頑皮鼠歷險記：甘巴與15個夥伴》，並說「這個真的很有趣，請在電視上播放」。就在這時，《頑皮鼠歷險記》的企劃開始了。
曾為藤子·F·不二雄全集《哆啦A夢》第12冊（2011年，小學館）撰寫評論。

## 參加作品

### 電視動畫
- 哆啦A夢 (1979年朝日電視台版)（1979年—2005年，編劇）※2003年11月7日播出的「指點前路手杖」等。
- 小貓丹丹（1992年，編劇）
- 忍者亂太郎（1993年—，編劇）※負責第4期—第5期。
- 卡拉OK戰士麥克次郎（日语：カラオケ戦士マイク次郎）（1994年—1995年，編劇）
- 忍企鵝真丸（日语：忍ペンまん丸）（1997年—1998年，文藝、編劇） ※名義。
- 大嘴鳥（1999年，特殊效果）
- 蒙面貓俠（2000年—2001年，CG效果） ※名義。
- 海龜與少年（日语：ウミガメと少年）（2002年，數位合成）
- 故鄉再生 日本昔話（日语：ふるさと再生 日本の昔ばなし）（2012年—）※2014年10月5日播出的「千兩橘子」美術、色彩設定、背景。

### 電影動畫
- 哆啦A夢：大雄與機器人王國（2002年，數位合成）
- 蠟筆小新：風起雲湧 壯烈！戰國大會戰（2002年，CGI）※負責雜兵角色的製作。
- 哆啦A夢七小子：GOAL！GOAL！GOAL!!（2002年，CGI）
- Pa-Pa-Pa The★Movie 小超人帕門（2003年，CGI）

### OVA
- 哈姆太郎 動畫在呼叫！（1999年，數位攝影）
- Spirit of Wonder 少年科學俱樂部（日语：Spirit of Wonder#少年科學倶楽部）（2001年，3DCG）
- Spirit of Wonder 中華姑娘的縮小（日语：Spirit of Wonder#チャイナさんシリーズ）（2001年，機械設定）
- Spirit of Wonder 中華姑娘的星球（日语：Spirit of Wonder#チャイナさんシリーズ）（2001年，數位工作）